# ريكس والترز
ريكس والترز (بالإنجليزية: Rex Walters)‏ مواليد 12 مارس 1970 في أوماها، هو لاعب كرة سلة أمريكي معتزل تحول إلى التدريب بعد الاعتزال بدأ مسيرته الاحترافية في سنة 1993. تم اختياره من قبل فريق بروكلين نتس خلال الدرافت يدرب في دوري الرابطة الوطنية لفئة التطوير. يبلغ طوله 6 قدم 3 بوصة (1.9 م). اعتزل اللعب في 2003. أحرز خلال مسيرته في الإن بي إيه 1547 نقطة بمعدل 4.6 نقاط في المباراة الواحدة.

## المسيرة الاحترافية
لعب مع بروكلين نتس من سنة 1993 إلى 1996، ثم لعب مع فيلادلفيا سفنتي سيكسرز من سنة 1995 إلى 1998، ثم لعب مع ميامي هيت من سنة 1997 إلى 2000، ثم لعب مع نادي ليون لكرة السلة في الدوري الإسباني في سنة 2000، ثم لعب مع سي بي غران كناريا في موسم 2001–2002.

## روابط خارجية
- ريكس والترز على موقع IMDb (الإنجليزية)
- ريكس والترز على موقع كينوبويسك (الروسية)
- ريكس والترز على موقع إن بي أي (الإنجليزية)
- ريكس والترز على موقع سبورتس رفرنس (الإنجليزية)
- ريكس والترز على موقع الدوري الإسباني لكرة السلة (الإسبانية)
- ريكس والترز على موقع كرة السلة الأوروبية.كوم (الإنجليزية)
- ريكس والترز على موقع كلية كرة السلة في سبورتس رفرنس.كوم (الإنجليزية)
- ريكس والترز على موقع ريلجم (الإنجليزية)
- ريكس والترز على موقع بروبوليرز (الإنجليزية)
- ريكس والترز على موقع سبورتس رفرنس (الإنجليزية)
- ريكس والترز على موقع كلية كرة السلة في سبورتس رفرنس.كوم (الإنجليزية)
- ريكس والترز على موقع سبورتس رفرنس (الإنجليزية)